# Festa de Sant Antoni de Massalfassar
La festa de Sant Antoni de Massalfassar se celebra al mes de gener en honor de Sant Antoni Abat a la població de Massalfassar a l'Horta Nord, instituïda ja en 1630, manté antigues tradicions com la foguera, les calderes i la pólvora, aquesta devoció per Sant Antoni és la festa més antiga del poble.

## Origen i actualitat

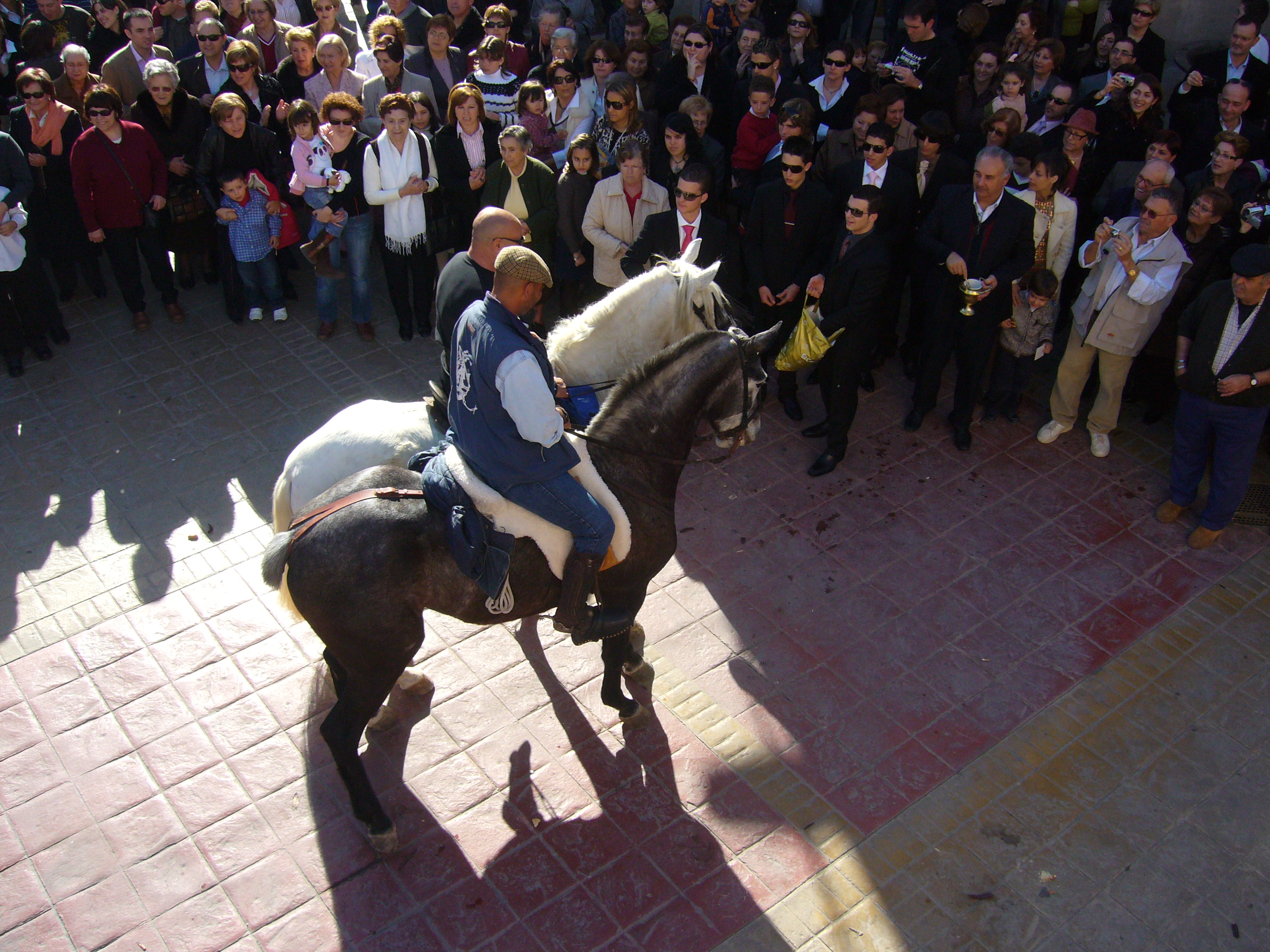
Benedicció dels animals

La festa de Sant Antoni té un origen lúdic i popular, on tot el món pot participar, i la incorporació de la dona s'ha realitzat amb espontaneïtat i naturalitat. Tal com se la coneix actualment, la festa s'estructura als anys 1950 a través del sistema de quintes (els joves festers que als 18 anys havien d'acudir al servei militar).
La festa es realitza el cap de setmana més proper al 17 de gener (Sant Antoni Abat) i conserva ingredients habituals del costumari popular per Sant Antoni: foguera, benedicció dels animals i unes pinzellades carnavaleres, amb altres trets específics de Massalfassar, com el joc de la sortija i el barracot. Es tracta d'una festa compartida per una part important de la població i s'ha mantingut sense públic forà.

## La falla o foguera
Es tracta d'un monument faller originari, a base de residus dels fusters i dels domicilis particulars, com cadires de boga, mobles vells, graneres o estores d'espart (com diu la famosa cançó popular: "Hi ha una estoreta velleta pa' la falla de Sant Josep?"), que els quintos durant tota la setmana prèvia recullen i faran servir per fer una bona flama al voltant de l'arbre de Sant Antoni, una vegada s'haja apagat, amb les brases encara faran una torrada de carn.

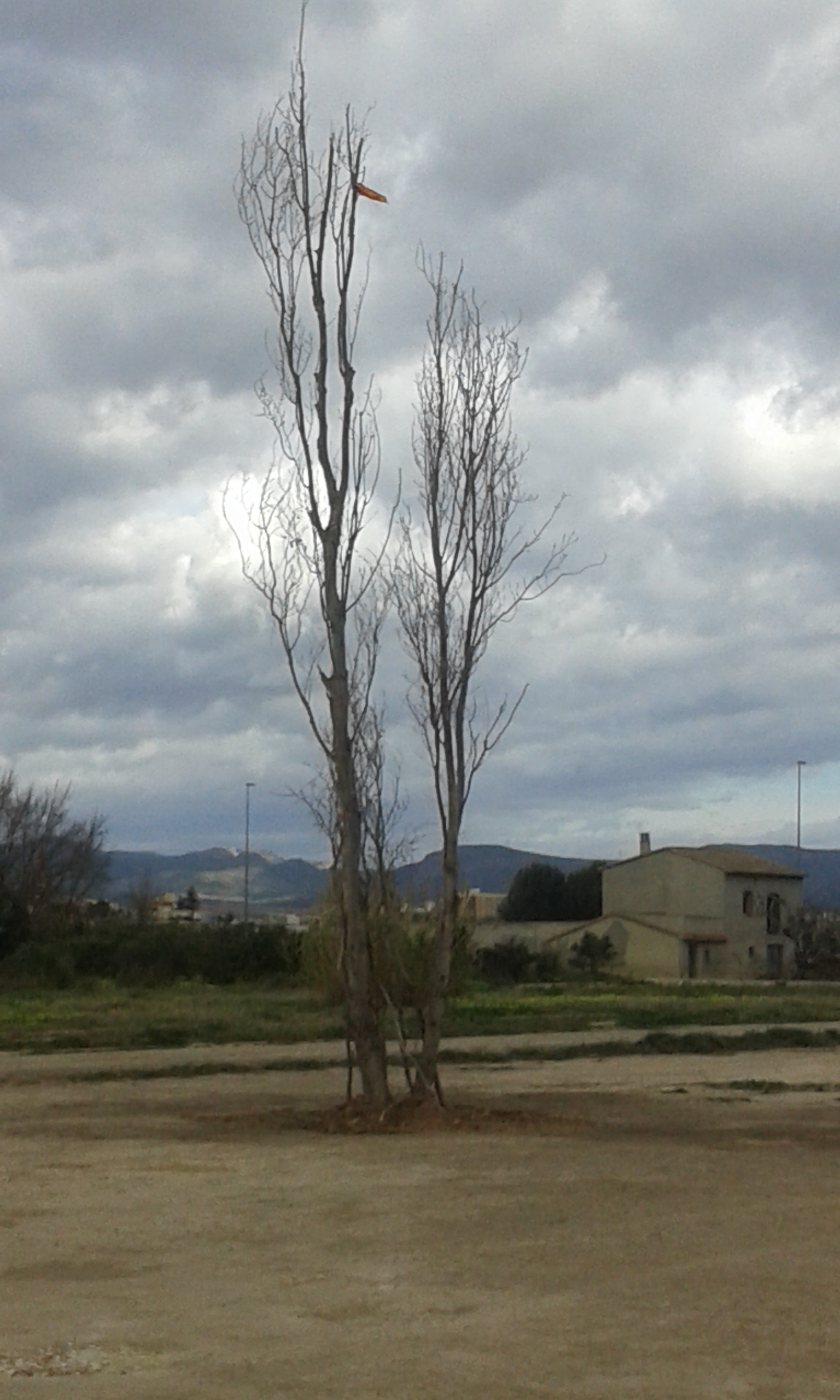
Arbre plantat
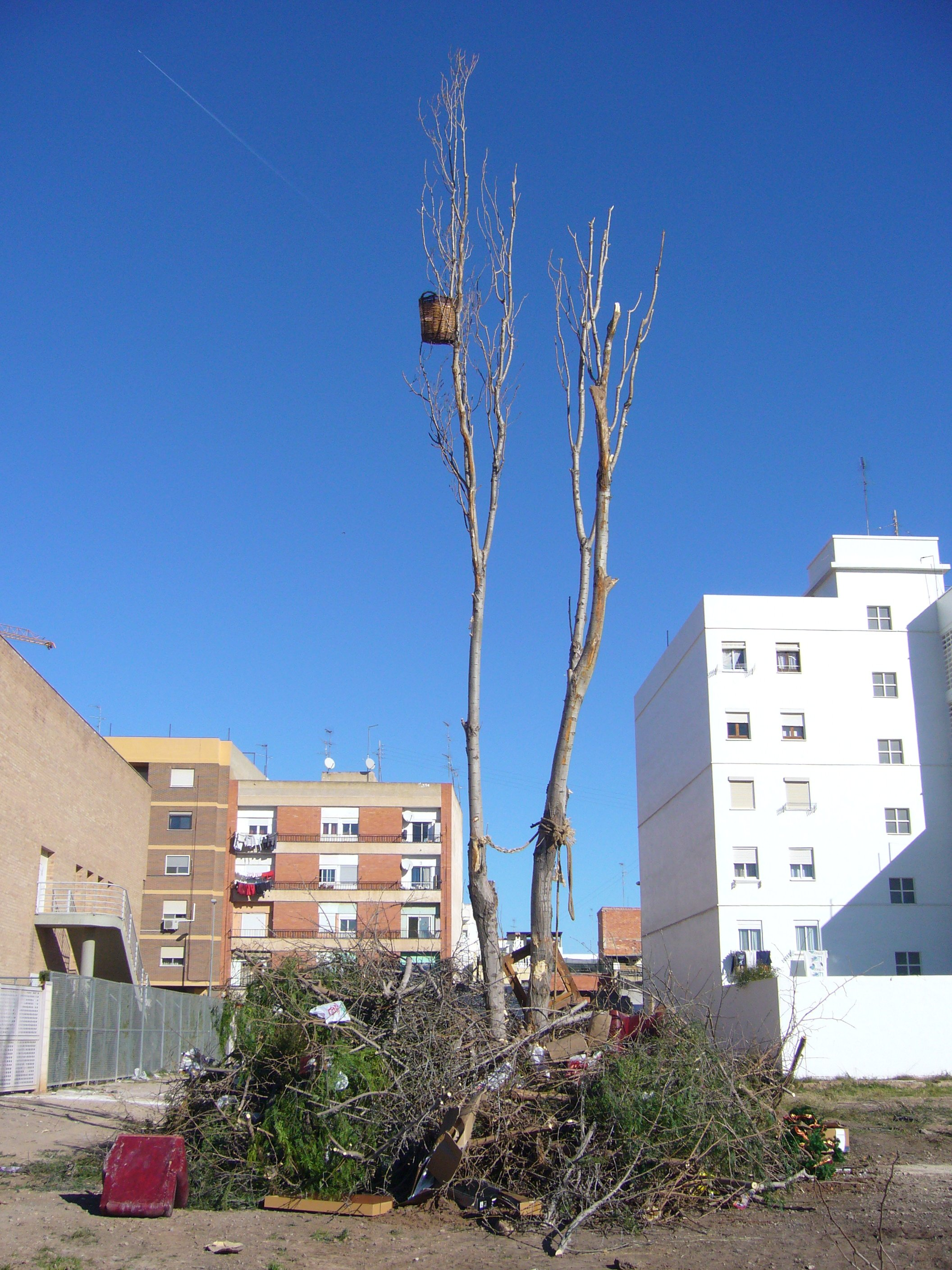
Inici de la falla
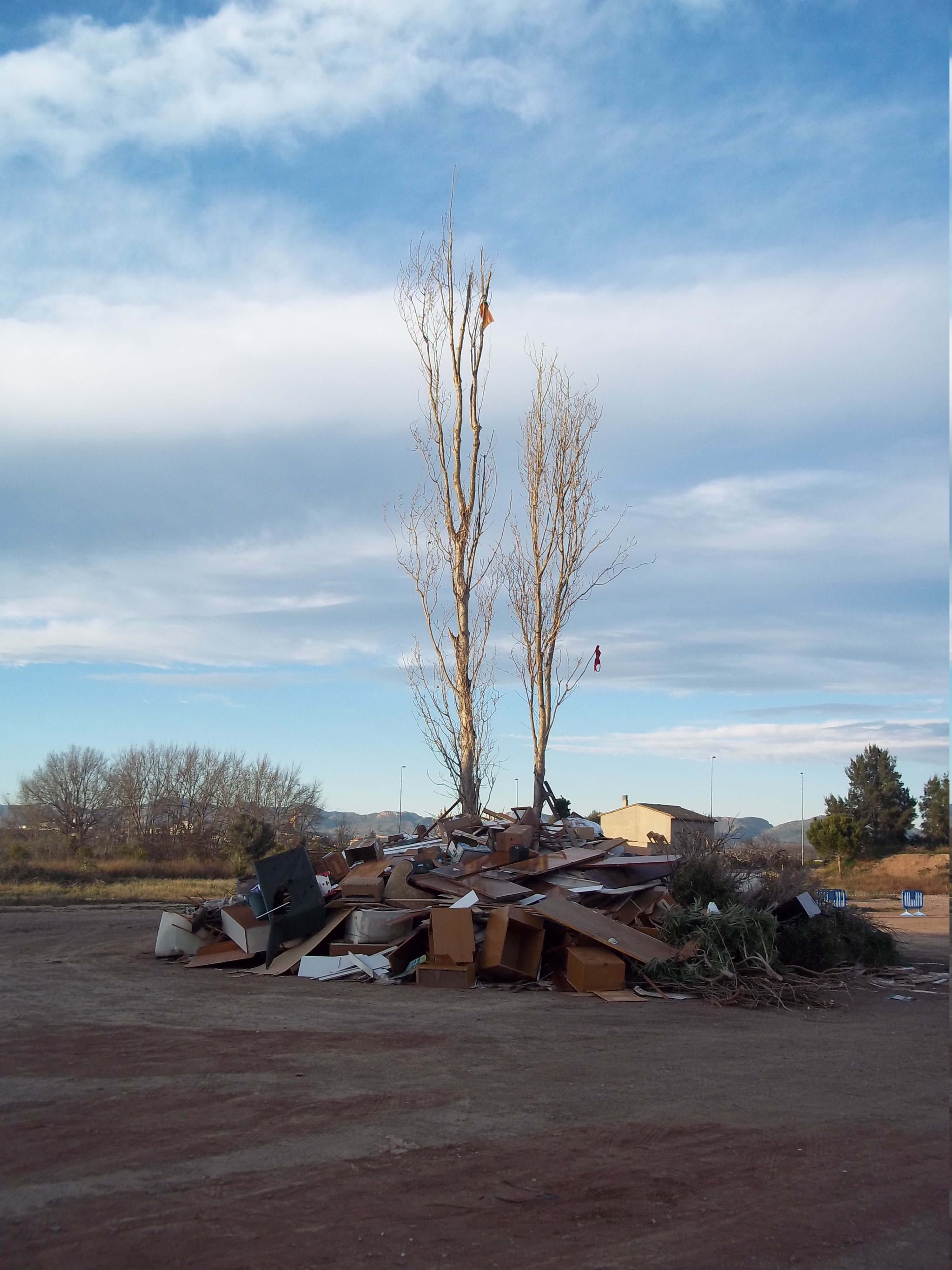
Mobles vells i andròmines a peu de falla
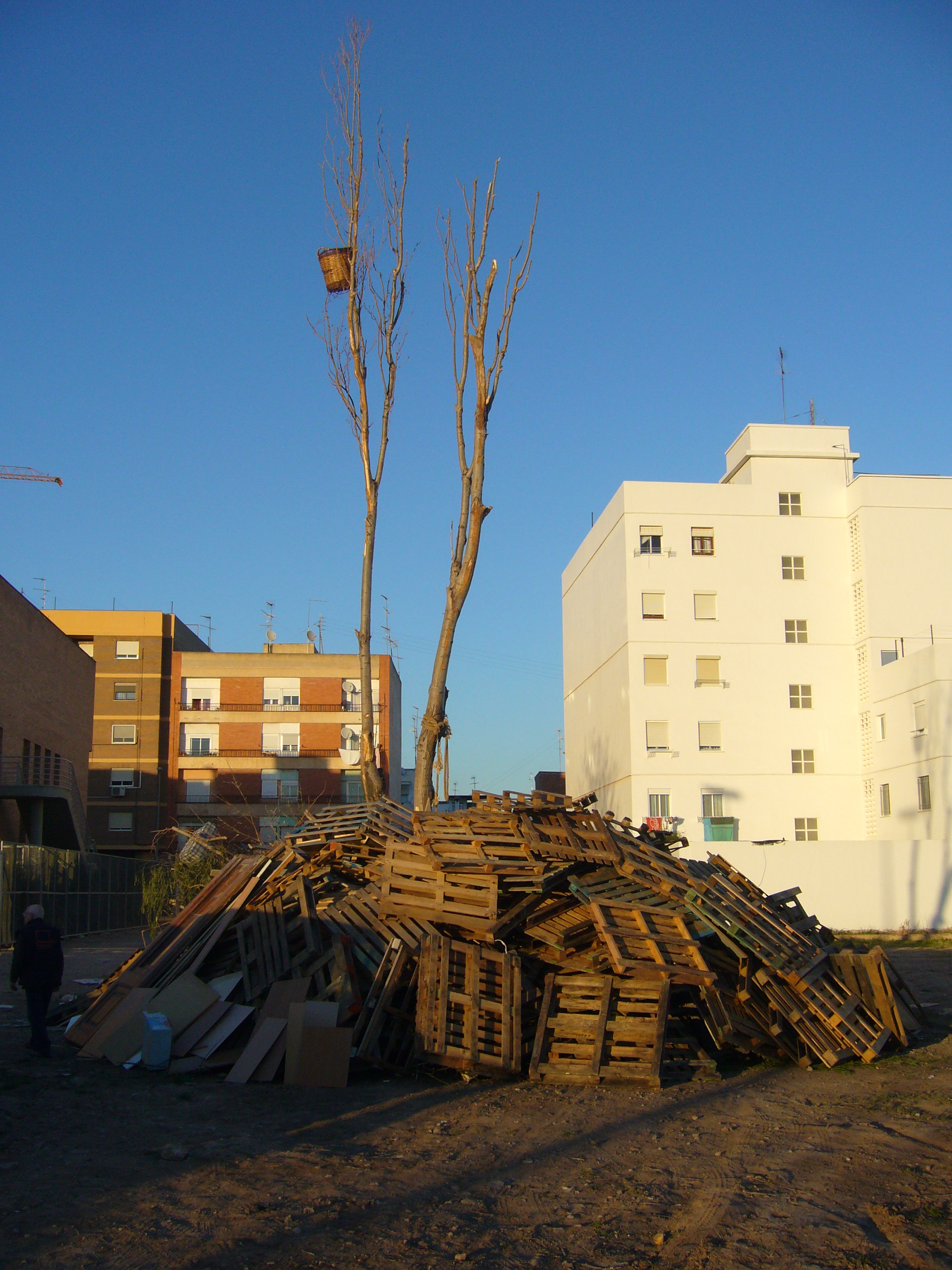
Falla completa
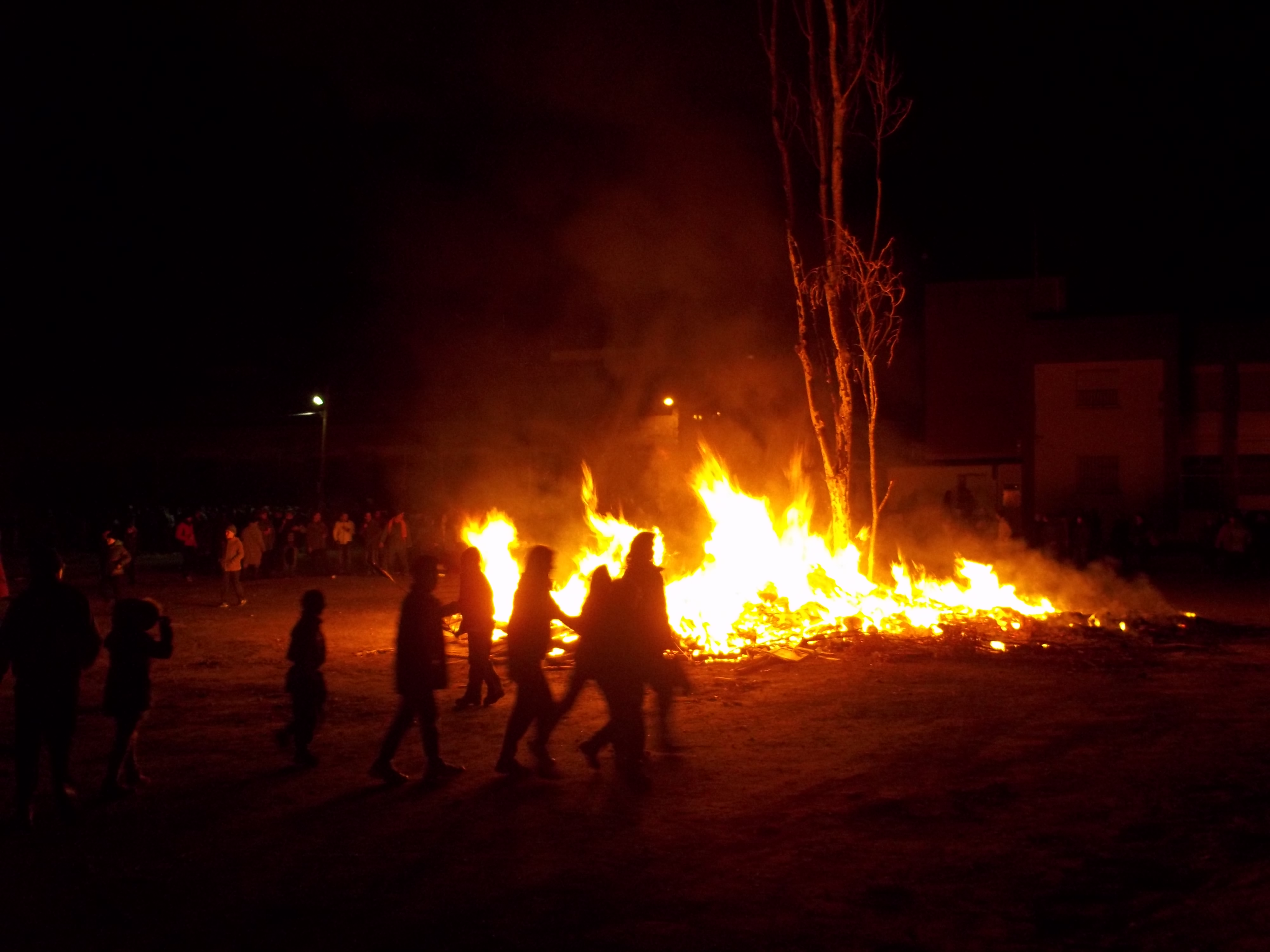
Falla cremant

## Lacordà
La nit del divendres de Sant Antoni se celebra la cordà, on es tiren coets borratxos, coetons o botelletes (com s'anomenen a Massalfassar les femelles), antigament estaven penjats d'una corda nugada des del bacó de l'Ajuntament nou a l'Ajuntament vell pel que corria la barqueta (dispositiu de fusta, proveït de ganxos metàl·lics) d'on es penjava la peça i que anaven soltant-se i esclatant. Mentrestant, els festers llançaven des de les cantonades de la plaça de l'església cap al centre, sacs de paper encesos que contenien entre tres i cinc dotzenes de coets. En la zona de més foc hi ha el barrilet on una persona servirà als més valents una barreja de licors.
A Massalfassar, s'ha celebrat tradicionalment d'esta manera, tal com ho descriuen els autors costumistes del segle xix, però ja el 2007 es va ubicar a dintre d'un recinte engabiat al camp de futbet o a la plaça, i l'any 2015 es va traslladar als afores del poble, a prop del Col·legi Sant Llorenç Màrtir.

## Lasortija
La particularitat coetera de Massalfassar és la sortija, es tracta d'una particular cordà concentrada antigament en un punt d'un carrer en un curt espai de temps, on s'arribaven a cremar de cinc a sis mil coets. Amb una legislació més estricta han hagut de canviar l'elecció per sorteig d'un carrer on realitzar-la, per fer-la igual que la cordà a dins d'una gàbia al camp de futbet o la plaça de l'església, i des de l'any 2015 als afores del poble, amb més espai per al públic. Abans també s'anellava a la corda una gallina que agafaven els quintos entrants, i ara s'ha canviat per un pernil, per respecte als animals.

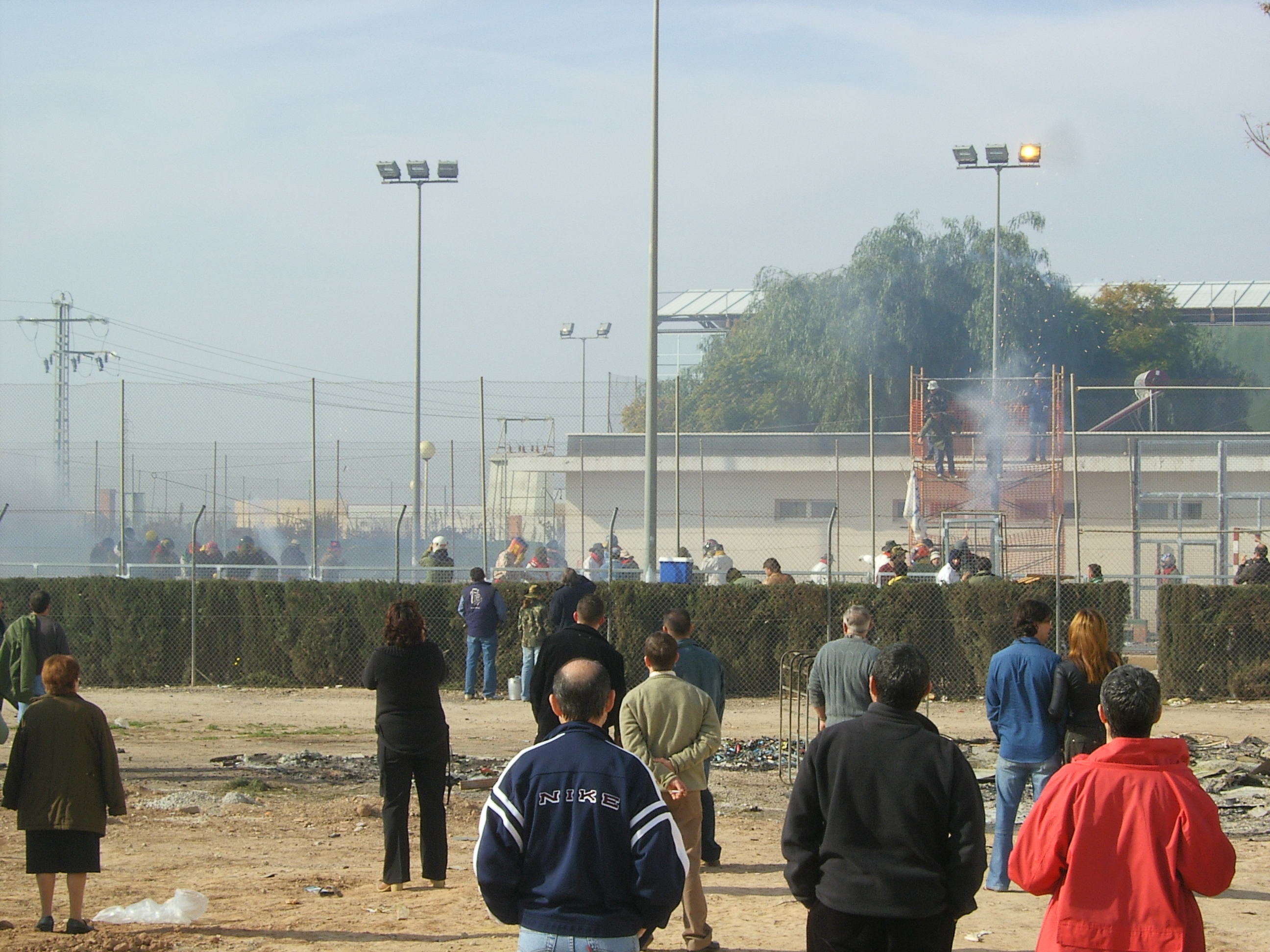
Sortija al poliesportiu (2007)
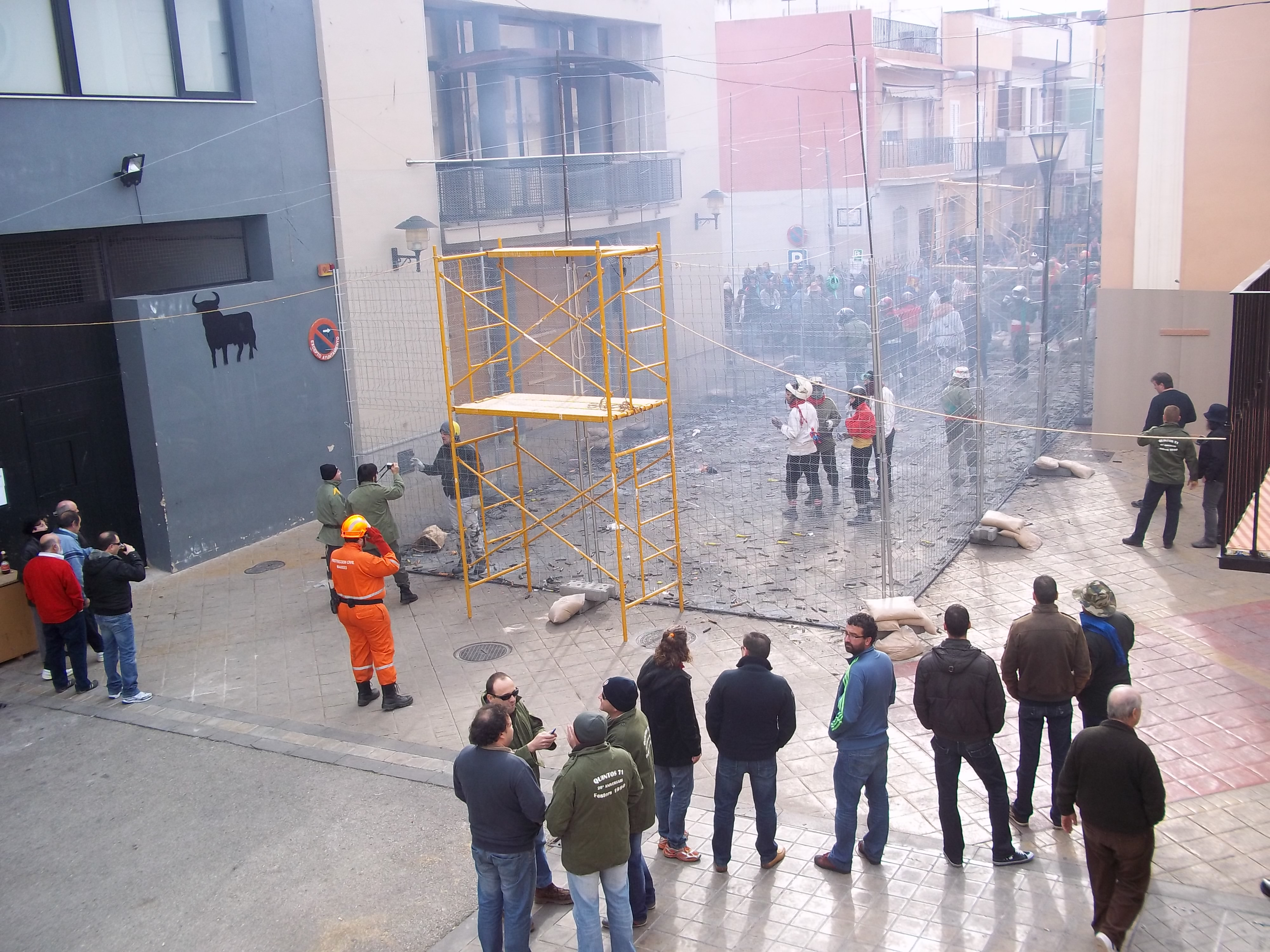
La Sortija dins la gàbia (plaça de l'església, 2014)
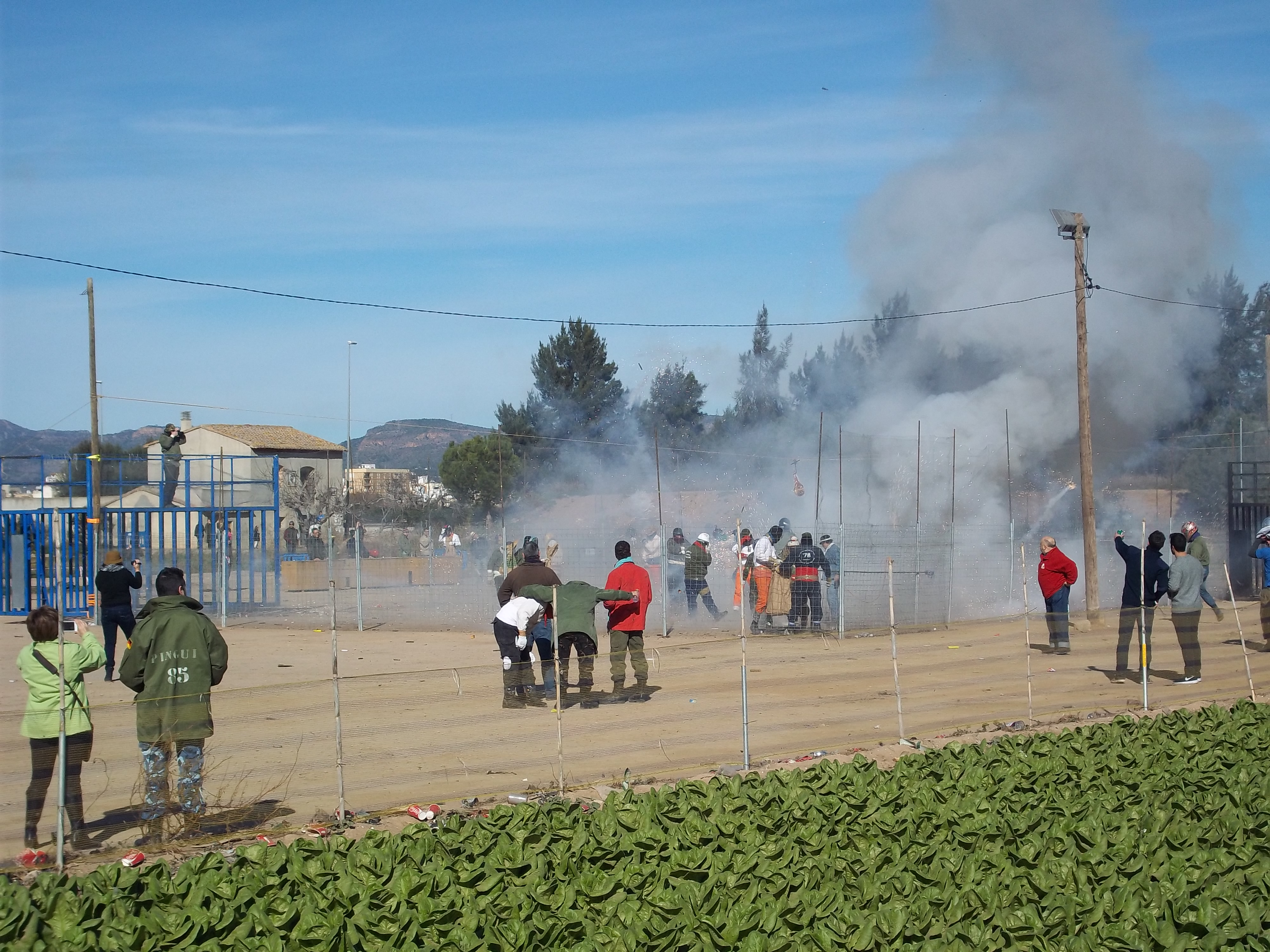
La Sortija al recinte tancat de l'escola (2016)

## Les calderes

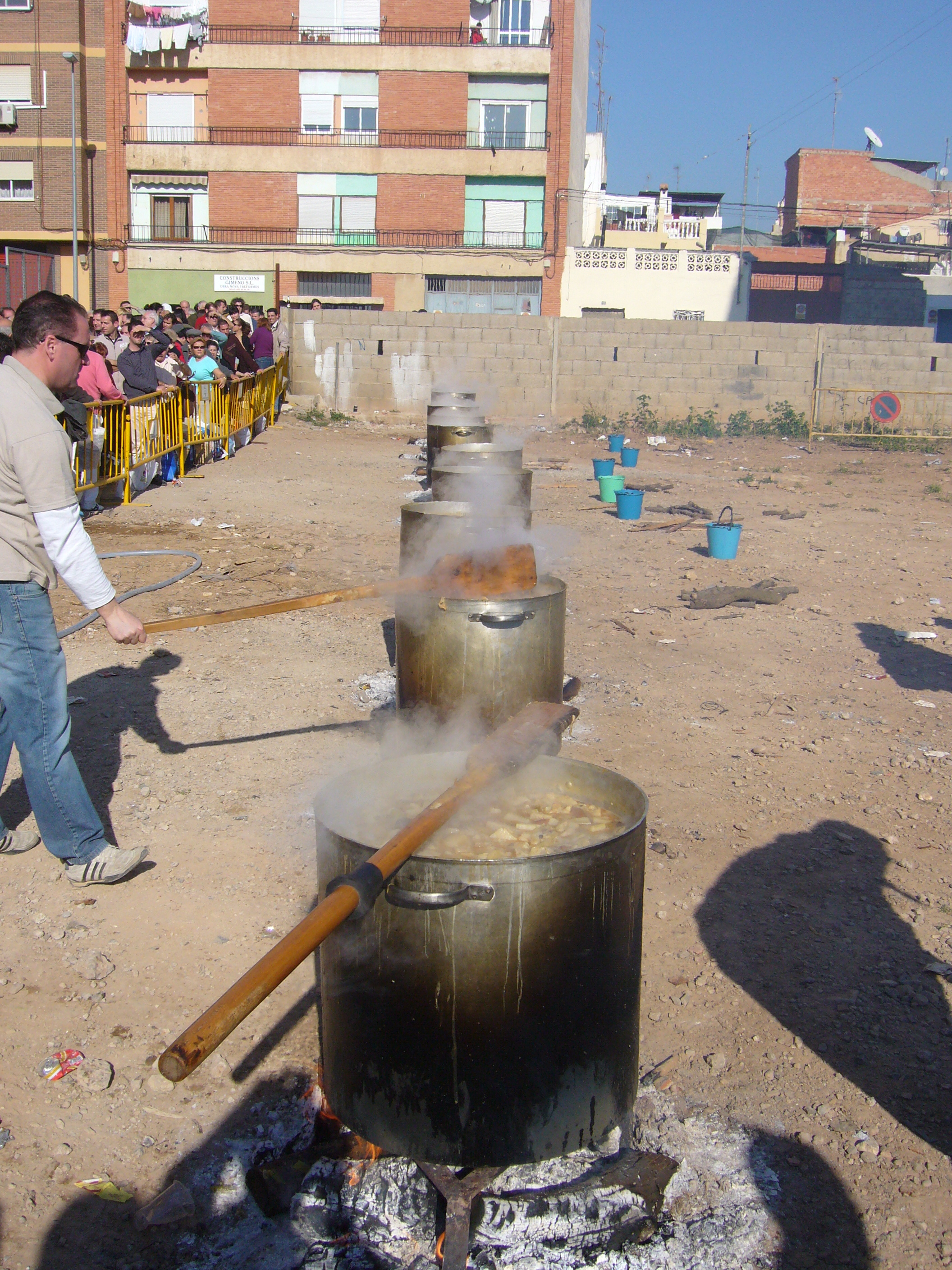
Cuinant les calderes

Per Sant Antoni, a Massalfassar l'àpat més típic és la caldera, també anomenat olla junta, similar a l'arròs amb fesols i naps, però amb carn.

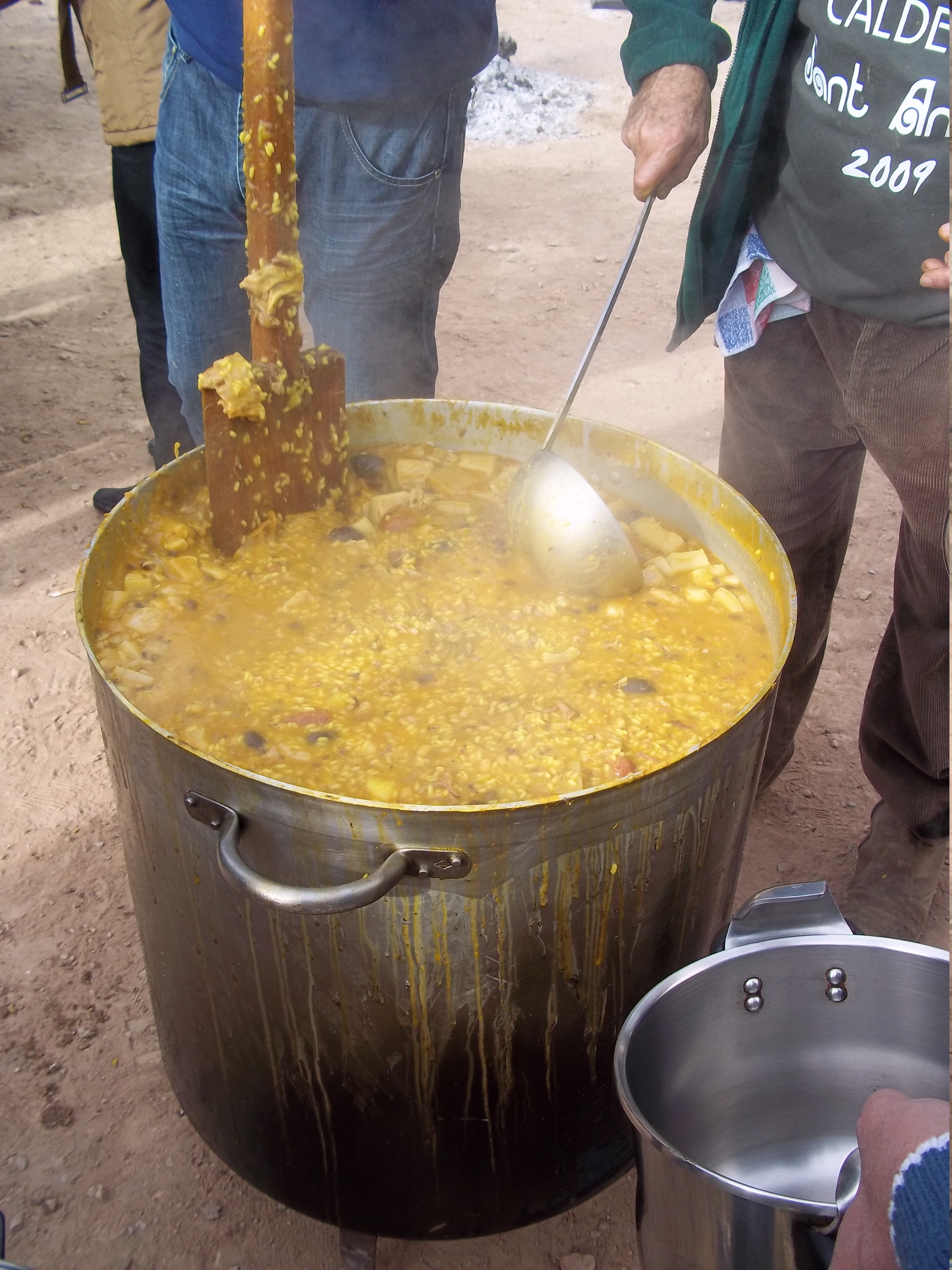
Parant caldera

Fins als anys 1980 els guisats de caldera fets per Sant Antoni eren per als pobres que no tenien què menjar i acudien a parar caldera, pel que es coneixia també com a olla de pobres. Es tracta d'un àpat altament calorífic elaborat amb arròs, fesols, naps, embotit, vedella, cansalada de porc, penca, cardet i creïlla, tot cuit amb llenya, que per la festa de Sant Antoni es pot degustar també als municipis d'Albuixec, Rafelbunyol, Alfara del Patriarca, entre d'altres.

## El barracot
El barracot és un costum vinculat al conreu de l'arròs i adoptat posteriorment pels quintos de Sant Antoni, que en acabar la festa, passaven una setmana a la marjal, prolongant-ne la disbauxa i exhaurint-ne els fons econòmics.